# Altrincham & District Amateur Football League
Altrincham & District Amateur Football League är en engelsk fotbollsliga baserad runt Altrincham. Den har två divisioner, och toppdivisionen Division One ligger på nivå 13 i det engelska ligasystemet.
Ligan är en matarliga till Manchester Football League.

## Mästare
| Säsong  | Division One                | Division Two         |
| ------- | --------------------------- | -------------------- |
| 2000/01 | Pelican FC                  | Pelican Res          |
| 2001/02 | Partington Village          | Stretford Victoria   |
| 2002/03 | Stretford Victoria          | Flixton Youth        |
| 2003/04 | Broadheath Central Reserves | Wythenshawe Town     |
| 2004/05 | Broadheath Central Reserves | Northenden Village   |
| 2005/06 | Broadheath Central Reserves | AFC Sale             |
| 2006/07 | AFC Sale                    | NCC Group            |
| 2007/08 | Knutsford FC                | The Bridge Sale      |
| 2008/09 | Cringlewood Athletic        | Old Altrinchiams 'A' |
| 2009/10 | AFC Quarry                  | Egerton              |
| 2010/11 | Wilmslow Sports             | Sale United          |

Källa: 

### Webbkällor
Den här artikeln är helt eller delvis baserad på material från engelskspråkiga Wikipedia, Altrincham and District Amateur Football League, 22 maj 2008.